# کن ماتسوموتو
کن ماتسوموتو (انگلیسی: Ken Matsumoto؛ زادهٔ ۲۸ اوت ۱۹۸۷) بازیکن فوتبال اهل ژاپن است.
از باشگاه‌هایی که در آن بازی کرده‌است می‌توان به باشگاه فوتبال جف یونایتد ایچیهارا چیبا اشاره کرد.